# Колодяжный, Сергей Владимирович
Сергей Владимирович Колодяжный (род. 1961) — сотрудник советских и российских органов государственной безопасности, генерал-майор.

## Биография
Сергей Владимирович Колодяжный родился 19 сентября 1961 года в городе Фрунзе (ныне — Бишкек, Кыргызстан). После окончания средней школы поступил в Московское высшее пограничное командное училище. Завершив обучение в 1982 году, служил на различных командных должностях в частях пограничных войск Комитета государственной безопасности при Совете Министров СССР.
После распада Советского Союза продолжил службу в пограничных войсках Российской Федерации. Служил в Северо-Западном пограничном округе, затем в Пограничном управлении Федеральной службы безопасности Российской Федерации по Республике Карелии, Новосибирской области. В 1995 году окончил Академию Федеральной службы безопасности Российской Федерации.
В первой половине 2010-х годов занимал должность заместителя начальника Пограничного управления Федеральной службы безопасности Российской Федерации по Забайкальскому краю.
30 апреля 2016 года Колодяжный был назначен начальником Пограничного управления Федеральной службы безопасности Российской Федерации по Омской области.
Награждён орденом «За военные заслуги» и медалями.